# Dorfkirche Alt Käbelich

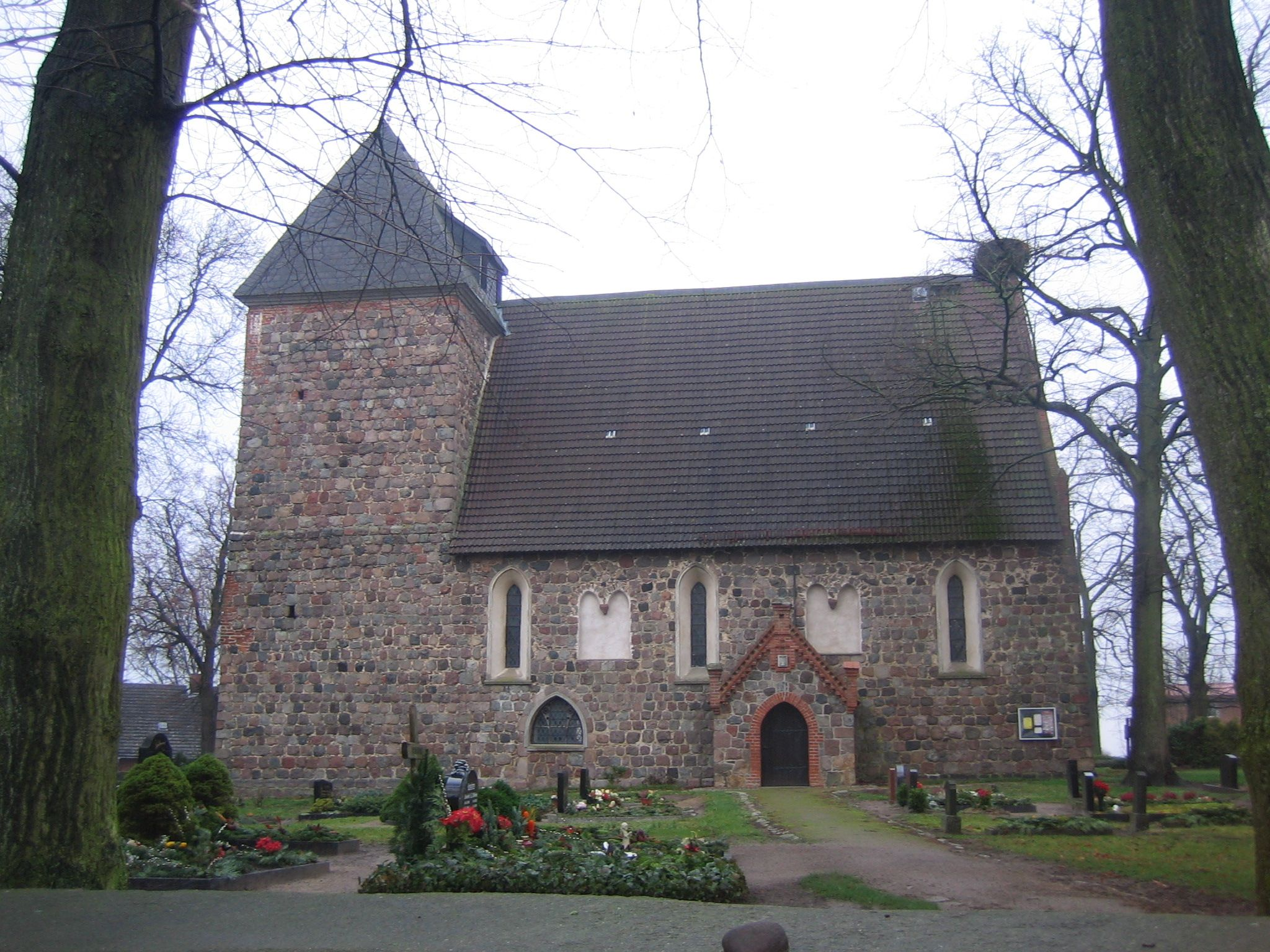
Die Dorfkirche in Alt Käbelich

Die Evangelisch-lutherische Dorfkirche Alt Käbelich ist ein denkmalgeschütztes Kirchengebäude in Alt Käbelich, einem Ortsteil von Lindetal im Landkreis Mecklenburgische Seenplatte (Mecklenburg-Vorpommern). Die Gemeinde gehört zur Propstei Neustrelitz im Kirchenkreis Mecklenburg der Evangelisch-Lutherischen Kirche in Norddeutschland (Nordkirche). Das Gebäude steht inmitten eines Friedhofes.

## Geschichte und Architektur
Das Feldsteingebäude vom Ende des 13. Jahrhunderts besitzt einen Turm in gleicher Breite. Das Gebäude diente ursprünglich als Wehrkirche. Der Turm war vom Schiff aus über eine in das Obergeschoss führende Treppe erschlossen. Der ursprünglich barocke Turmaufsatz wurde 1988 durch das heutige Turmdach ersetzt. In der Westseite des querstehenden Kirchturmes befindet sich eine spitzbogige Pforte. Etwa zwei Meter darüber befinden sich drei weiße Blenden. Im oberen Teil des Turmes befinden sich keine Fenster. Das Stufenportal in der Westseite ist spitzbogig, zwei weitere Portale gliedern die Südwand. In der Süd- und Westwand sowie im Giebel der Ostseite befinden sich Zwillingsblenden auf Kapitellkonsolen. Die Wände sind durch schlanke Spitzbogenfenster gegliedert, im Osten befindet sich eine Gruppe von drei Fenstern, die Ende des 19. Jahrhunderts verändert wurde. Die Vorhalle an der Südseite wurde zum Ende des 19. Jahrhunderts angefügt.

## Ausstattung
Die einheitliche neugotische Ausstattung aus Holz wurde im 19. Jahrhundert angefertigt
- Bemerkenswert ist ein Lesepult von 1775.[3]
- Die Kanzel ist mit einem Schalldeckel ausgestattet.
- Auf dem Altarbild wird die Auferstehung Christi gezeigt, zu beiden Seiten flankieren Engel mit weißen Flügeln die Szenerie.[5]
- Neben der Priesterpforte ist eine alte Handmühle als Weihwasserbecken vermauert.[6]

## Orgel
Die Disposition der einmanualigen Orgel mit Pedal stammt von Barnim Grüneberg, er baute das Instrument 1891 als Opus 326
| Manual C–f3 |     |
| Bordun      | 16′ |
| Principal   | 8′  |
| Gedackt     | 8′  |
| Salicional  | 8′  |
| Aeoline     | 8′  |
| Octave      | 4′  |
| Floete      | 4′  |

| Pedal C–d1 |     |
| Subbass    | 16′ |
| Oktavbass  | 8′  |
| Principal  | 2′  |

- Koppeln: Pedalkoppel